# Eichhörnchenschwanz-Weißzahnmoos
Das Eichhörnchenschwanz-Weißzahnmoos (Leucodon sciuroides) ist ein Epiphyt und besiedelt vor allem Bäume. Durch die zunehmende Luftverschmutzung ist das Moos derzeit im Rückgang begriffen. In der Ebene ist es bereits fast verschwunden (in Mecklenburg-Vorpommern auf der Roten Liste als stark gefährdet eingestuft), in höheren Lagen bedroht. Dort weicht es zunehmend auf Sekundärstandorte wie nackten Fels oder auf Gestein aus.

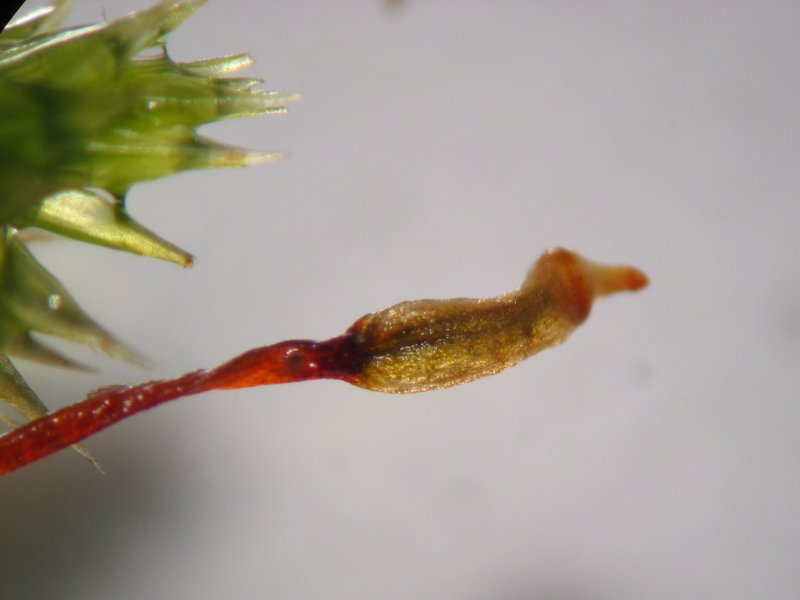
Sporogone werden bei Leucodon sciuroides äußerst selten ausgebildet

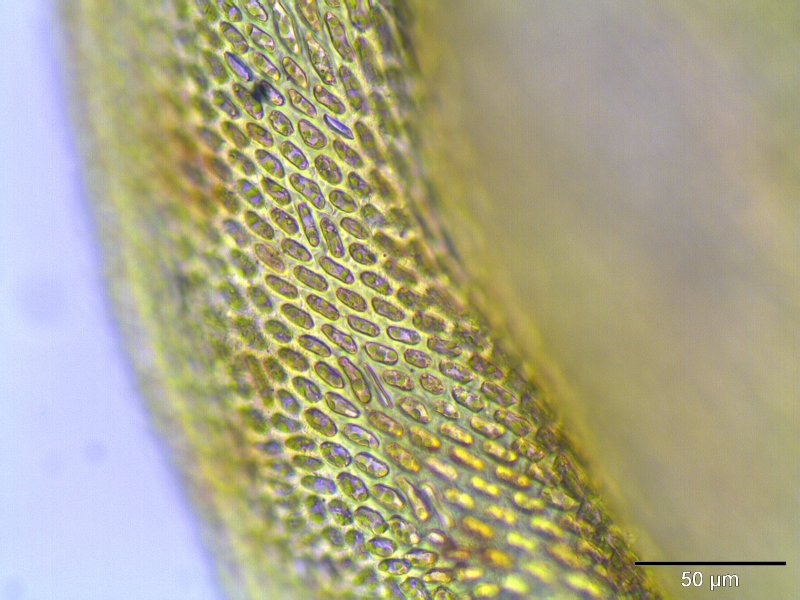
Ein sehr breiter Saum aus rundlichen Zellen am Blattrand sind typisch für das Moos (Vergrößerung: 400×)

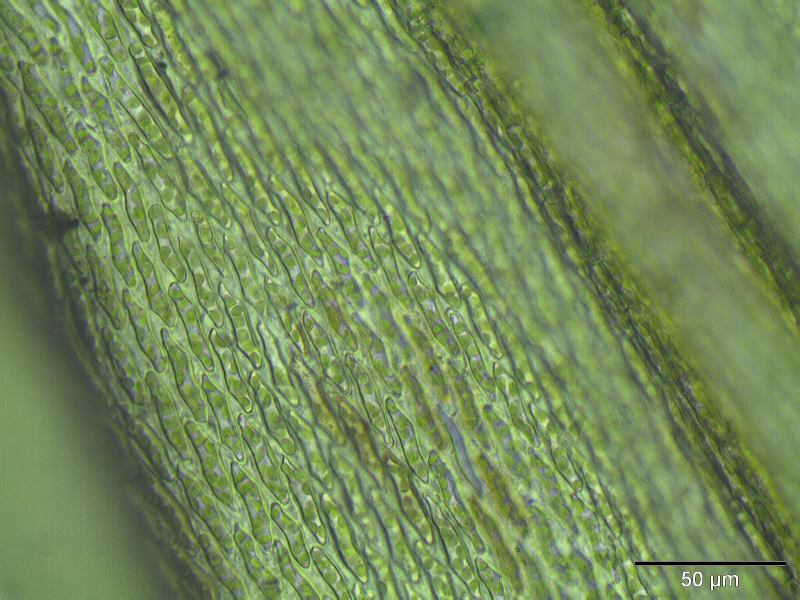
Rhombische Laminazellen im Blattinneren (Vergrößerung: 400×)

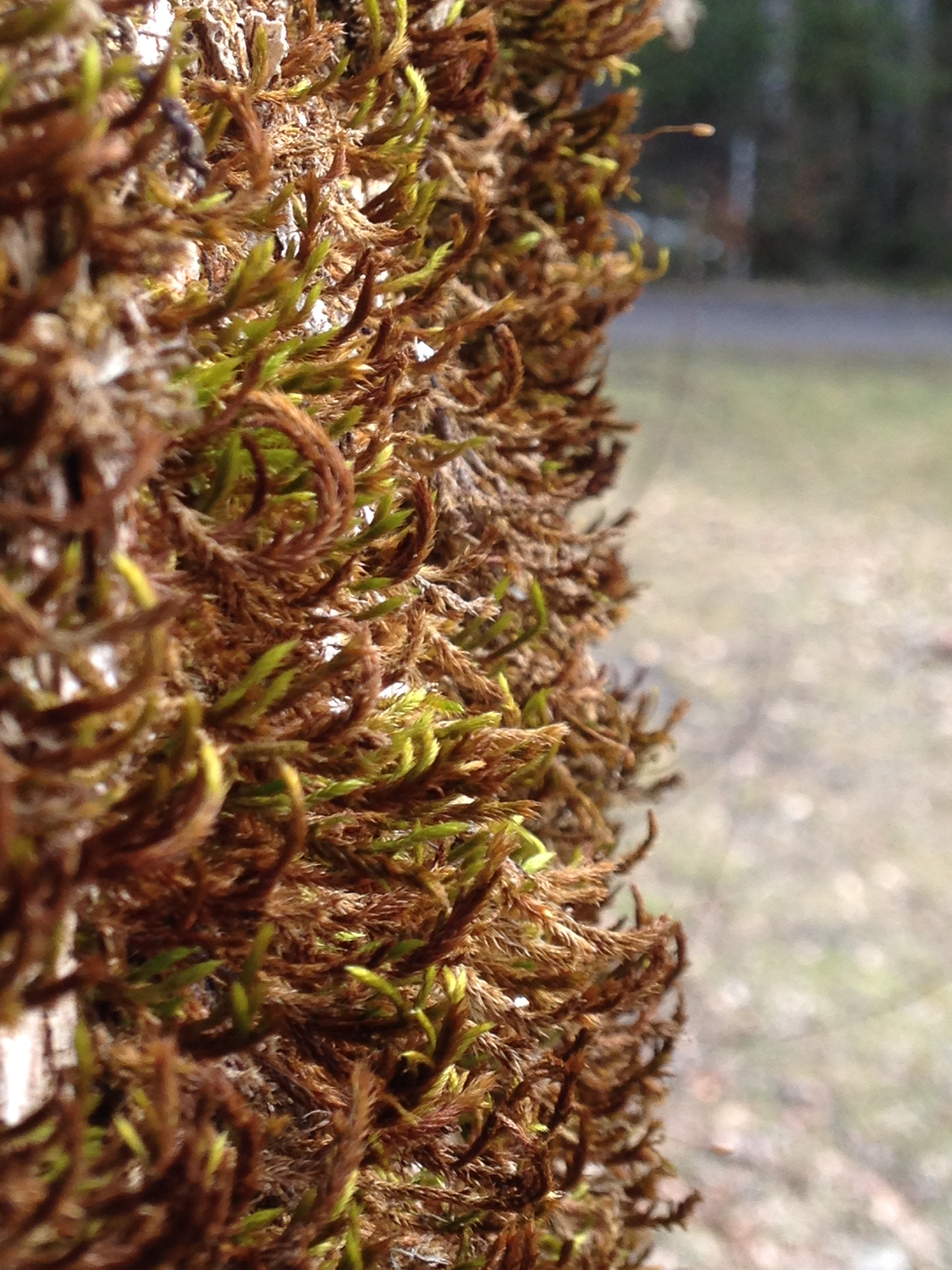
Trocken am Baum

## Erkennungsmerkmale
Das Eichhörnchenschwanz-Weißzahnmoos wächst in dunkelgrünen, an der Basis bräunlichroten Decken aus bis 2 cm langen, kriechenden Primärprossen, die bogig aufsteigende Sekundärsprosse bilden. Die Blätter sind trocken anliegend und entfalten sich rasch nach Zufuhr von Feuchtigkeit. Sie sind längsfaltig (daran von anderen Gattungen der Familie unterschieden), ganzrandig, zugespitzt und weisen keine Mittelrippe auf. Die glatten Laminazellen sind in der Blattmitte länglich rhombisch bis schwach prosenchymatisch geformt. An den Blatträndern bilden rundlich ovale bis subquadratische Zellen einen deutlich breiten Saum. Sprogone werden in Mitteleuropa auf Grund der Luftverschmutzung nur selten ausgebildet. Die Sporenkapsel ist aufrecht, zylindrisch geformt und erscheint im trockenen Zustand eingezogen. Die Seta ist rötlich gefärbt. An trockenen Stellen kann das Moos auch blattachselständige Brutsprosse oder Brutblättchen ausbilden.

## Vorkommen
Das Eichhörnchenschwanz-Weißzahnmoos wächst epiphytisch in Decken oder in Herden dem Substrat fest angehaftet. Es besiedelt lichtreiche, sonnige, meist trockene, basenreiche, oft auch kalkreiche, seltener auch schwach saure Standorte an Laubholzborke (zumeist Acer, Fraxinus excelsior …), seltener an Kalkfelsen, basenreiche Gesteine oder Mauern. Außer in Europa kommt das Moos auch in Teilen Nord-Afrikas, Asiens und auf den Azoren vor.